# (22771) 1999 CU3
1999 سي يو 3 (ويعرف أيضًا باسم (22771) 1999 سي يو 3 وفق تسمية الكوكب الصغير) (بالإنجليزية: 1999 CU3)‏ هو كويكب ضمن حزام الكويكبات؛ وترتيبه 22771 من حيث الاكتشاف.
اكتُشف هذا الجُرم الفلكي بواسطة بحث لنكولن عن الكويكبات القريبة من الأرض في 10 فبراير 1999.

## وصلات خارجية
- (22771) 1999 CU3 في قاعدة بيانات مختبر الدفع النفاث لأجرام النظام الشمسي الصغيرة

- الاكتشاف · مخطط المدار ·  العناصر المدارية · المعلمات المادية

- (22771) 1999 CU3 على موقع ويكي سكاي: DSS2, SDSS, GALEX, IRAS, Hydrogen α, X-Ray, Astrophoto, Sky Map, Articles and images